# Mahmoud Wadi
Mahmoud Wadi (in arabo محمود وادي‎?; Khan Yunis, 19 dicembre 1994) è un calciatore palestinese, attaccante dell'Al-Mokawloon, in prestito dal Pyramids e della nazionale palestinese.

## Caratteristiche tecniche
Soprannominato El Borg (Torre, in italiano) per via della stazza, Wadi è un centravanti - possente fisicamente ed efficace nel gioco aereo - in possesso di discrete doti tecniche, che predilige proteggere la sfera con il fisico in modo da favorire gli inserimenti dei compagni.

## Carriera

### Club
Muove i suoi primi passi a Gaza nel Maan in quarta divisione, prima di approdare all'Al-Ittihad Khan Younes. Nel 2015 viene messo sotto contratto dall'Ahli Al-Khalil, militante nella West Bank Premier League - in Cisgiordania -  che gli offre un ingaggio da 2700 dollari al mese.
Nel 2016, al ritorno da una trasferta di Coppa disputata a Gaza contro lo Shabab Khan Younes, viene fermato dall'IDF, che gli nega il permesso di rientrare in Cisgiordania. Bloccato a Gaza, passa in prestito all'Al-Ittihad Khan Younes, in modo da potersi tenere in forma. Nel 2017 si accorda con l'Al-Ahli, in Giordania.
L'8 giugno 2018 si trasferisce in Egitto, firmando un biennale con l'Al-Masry. L'11 novembre 2020 viene tesserato dal Pyramids, firmando un accordo valido fino al 2024. Il 15 gennaio 2023 passa in prestito all'El Gaish.

### Nazionale
Esordisce in nazionale il 14 novembre 2017 contro le Maldive, incontro valido per le qualificazioni alla fase finale della Coppa d'Asia, subentrando al 40' al posto di Mahmoud Yousef. Il 26 dicembre 2018 viene incluso dal CT Ould Ali tra i 23 convocati alla Coppa d'Asia 2019. Esordisce nella competizione il 6 gennaio contro la Siria, subentrando al 37' della ripresa al posto di Yashir Islame.
Successivamente ha partecipato alla Coppa d'Asia anche nel 2023.

## Statistiche

### Presenze e reti nei club
Statistiche aggiornate al 30 dicembre 2023.
| Stagione        | Squadra         | Campionato      | Campionato | Campionato | Coppe nazionali | Coppe nazionali | Coppe nazionali | Coppe continentali | Coppe continentali | Coppe continentali | Altre coppe | Altre coppe | Altre coppe | Totale | Totale |
| Stagione        | Squadra         | Comp            | Pres       | Reti       | Comp            | Pres            | Reti            | Comp               | Pres               | Reti               | Comp        | Pres        | Reti        | Pres   | Reti   |
| --------------- | --------------- | --------------- | ---------- | ---------- | --------------- | --------------- | --------------- | ------------------ | ------------------ | ------------------ | ----------- | ----------- | ----------- | ------ | ------ |
| 2018-2019       | Al-Masry        | PL              | 26         | 7          | CE              | 1               | 0               | CC+CC              | 8+1                | 2+0                | -           | -           | -           | 36     | 9      |
| 2019-2020       | Al-Masry        | PL              | 27         | 4          | CE              | 2               | 1               | CC                 | 10                 | 5                  | -           | -           | -           | 39     | 10     |
| Totale Al-Masry | Totale Al-Masry | Totale Al-Masry | 53         | 11         |                 | 3               | 1               |                    | 19                 | 7                  |             | -           | -           | 75     | 19     |
| 2020-2021       | Pyramids        | PL              | 16         | 3          | CE              | 1               | 0               | CC                 | 7                  | 1                  | -           | -           | -           | 24     | 4      |
| 2021-2022       | Pyramids        | PL              | 12         | 5          | CE              | 1               | 0               | CC                 | 7                  | 1                  | -           | -           | -           | 20     | 6      |
| 2022-gen. 2023  | Pyramids        | PL              | 0          | 0          | CE              | 0               | 0               | CC                 | 2                  | 0                  | -           | -           | -           | 2      | 0      |
| Totale Pyramids | Totale Pyramids | Totale Pyramids | 28         | 8          |                 | 2               | 0               |                    | 16                 | 2                  |             | -           | -           | 46     | 10     |
| gen.-giu. 2023  | El Gaish        | PL              | 18         | 4          | CE              | 0               | 0               | -                  | -                  | -                  | -           | -           | -           | 18     | 4      |
| 2023-2024       | Al-Mokawloon    | PL              | 4          | 0          | CE              | 0               | 0               | -                  | -                  | -                  | -           | -           | -           | 4      | 0      |
| Totale carriera | Totale carriera | Totale carriera | 103        | 23         |                 | 5               | 1               |                    | 35                 | 9                  |             | -           | -           | 143    | 33     |

### Cronologia presenze e reti in nazionale
| Cronologia completa delle presenze e delle reti in nazionale ― Palestina | Cronologia completa delle presenze e delle reti in nazionale ― Palestina | Cronologia completa delle presenze e delle reti in nazionale ― Palestina | Cronologia completa delle presenze e delle reti in nazionale ― Palestina | Cronologia completa delle presenze e delle reti in nazionale ― Palestina | Cronologia completa delle presenze e delle reti in nazionale ― Palestina | Cronologia completa delle presenze e delle reti in nazionale ― Palestina | Cronologia completa delle presenze e delle reti in nazionale ― Palestina |
| Data                                                                     | Città                                                                    | In casa                                                                  | Risultato                                                                | Ospiti                                                                   | Competizione                                                             | Reti                                                                     | Note                                                                     |
| ------------------------------------------------------------------------ | ------------------------------------------------------------------------ | ------------------------------------------------------------------------ | ------------------------------------------------------------------------ | ------------------------------------------------------------------------ | ------------------------------------------------------------------------ | ------------------------------------------------------------------------ | ------------------------------------------------------------------------ |
| 14-11-2017                                                               | Jenin                                                                    | Palestina                                                                | 8 – 1                                                                    | Maldive                                                                  | Qual. Coppa d'Asia 2019                                                  | -                                                                        | 40’                                                                      |
| 6-9-2018                                                                 | Biškek                                                                   | Kirghizistan                                                             | 1 – 1                                                                    | Palestina                                                                | Amichevole                                                               | -                                                                        | 56’                                                                      |
| 11-9-2018                                                                | Doha                                                                     | Qatar                                                                    | 3 – 0                                                                    | Palestina                                                                | Amichevole                                                               | -                                                                        | 63’                                                                      |
| 16-11-2018                                                               | Al-Ram                                                                   | Palestina                                                                | 2 – 1                                                                    | Pakistan                                                                 | Amichevole                                                               | -                                                                        | 76’                                                                      |
| 20-11-2018                                                               | Haikou                                                                   | Cina                                                                     | 1 – 1                                                                    | Palestina                                                                | Amichevole                                                               | -                                                                        | 74’                                                                      |
| 28-12-2018                                                               | Doha                                                                     | Iraq                                                                     | 1 – 0                                                                    | Palestina                                                                | Amichevole                                                               | -                                                                        |                                                                          |
| 31-12-2018                                                               | Doha                                                                     | Kirghizistan                                                             | 2 – 1                                                                    | Palestina                                                                | Amichevole                                                               | -                                                                        | 82’                                                                      |
| 6-1-2019                                                                 | Sharja                                                                   | Siria                                                                    | 0 – 0                                                                    | Palestina                                                                | Coppa d'Asia 2019 - 1º turno                                             | -                                                                        | 82’                                                                      |
| 11-1-2019                                                                | Dubai                                                                    | Palestina                                                                | 0 – 3                                                                    | Australia                                                                | Coppa d'Asia 2019 - 1º turno                                             | -                                                                        | 77’                                                                      |
| 15-1-2019                                                                | Abu Dhabi                                                                | Palestina                                                                | 0 – 0                                                                    | Giordania                                                                | Coppa d'Asia 2019 - 1º turno                                             | -                                                                        | 88’                                                                      |
| 5-9-2019                                                                 | Al-Ram                                                                   | Palestina                                                                | 2 – 0                                                                    | Uzbekistan                                                               | Qual. Mondiali 2022                                                      | -                                                                        | 64’                                                                      |
| 10-9-2019                                                                | Singapore                                                                | Singapore                                                                | 2 – 1                                                                    | Palestina                                                                | Qual. Mondiali 2022                                                      | -                                                                        | 59’                                                                      |
| 14-11-2019                                                               | Al Muharraq                                                              | Yemen                                                                    | 1 – 0                                                                    | Palestina                                                                | Qual. Mondiali 2022                                                      | -                                                                        |                                                                          |
| 19-11-2019                                                               | Tashkent                                                                 | Uzbekistan                                                               | 2 – 0                                                                    | Palestina                                                                | Qual. Mondiali 2022                                                      | -                                                                        | 74’                                                                      |
| 8-6-2022                                                                 | Ulan Bator                                                               | Mongolia                                                                 | 0 – 1                                                                    | Palestina                                                                | Qual. Coppa d'Asia 2023                                                  | -                                                                        | 66’                                                                      |
| 11-6-2022                                                                | Ulan Bator                                                               | Yemen                                                                    | 0 – 5                                                                    | Palestina                                                                | Qual. Coppa d'Asia 2023                                                  | -                                                                        | 54’                                                                      |
| 25-3-2023                                                                | Al Muharraq                                                              | Bahrein                                                                  | 1 – 2                                                                    | Palestina                                                                | Amichevole                                                               | -                                                                        | 59’                                                                      |
| 14-6-2023                                                                | Surabaya                                                                 | Indonesia                                                                | 0 – 0                                                                    | Palestina                                                                | Amichevole                                                               | -                                                                        | 64’                                                                      |
| 20-6-2023                                                                | Dalian                                                                   | Cina                                                                     | 2 – 0                                                                    | Palestina                                                                | Amichevole                                                               | -                                                                        | 81’                                                                      |
| 21-11-2023                                                               | Al Kuwait                                                                | Palestina                                                                | 0 – 1                                                                    | Australia                                                                | Qual. Mondiali 2026                                                      | -                                                                        | 87’                                                                      |
| 23-1-2024                                                                | Al Wakrah                                                                | Hong Kong                                                                | 0 – 3                                                                    | Palestina                                                                | Coppa d'Asia 2023 - 1º turno                                             | -                                                                        | 85’                                                                      |
| Totale                                                                   |                                                                          | Presenze                                                                 | 21                                                                       |                                                                          | Reti                                                                     | 0                                                                        |                                                                          |